# وتدية غلوكية
وتدية غلوكية (الاسم العلمي: Corynebacterium glaucum) هي نوع من البكتيريا تتبع جنس الوتدية من فصيلة الوتديات.